# Wangen (Bas-Rhin)
Pour les articles homonymes, voir Wangen.
Wangen (en alsacien Wànge) est une commune française, située dans la circonscription administrative du Bas-Rhin et, depuis le 1er janvier 2021, dans le territoire de la Collectivité européenne d'Alsace, en région Grand Est. Ses habitants sont nommés les Wangenois et Wangenoises.
Cette commune se trouve dans la région historique et culturelle d'Alsace.

## Géographie

### Localisation
La commune de Wangen se situe près de la ville de Wasselonne, au nord-ouest de l'Alsace et s'étend sur 3,87 km2.
Le territoire de la commune est limitrophe de ceux de quatre communes :
| Wasselonne |        | Marlenheim |
|            | Wangen |            |
| Westhoffen |        | Kirchheim  |

### Géologie et relief
La région de la commune de Wangen possède un relief propice à la culture de la vigne, qui a d'ailleurs été un pilier de son histoire depuis sa création. Le village se situe en zone AOC.
Hydrogéologie et climatologie : Système d’information pour la gestion de l’Aquifère rhénan, par le BRGM :
Territoire communal : Occupation du sol (Corinne Land Cover); Cours d'eau (BD Carthage),
Géologie : Carte géologique; Coupes géologiques et techniques,
 Hydrogéologie : Masses d'eau souterraine; BD Lisa; Cartes piézométriques.

### Hydrographie
La commune est dans le bassin versant du Rhin au sein du bassin Rhin-Meuse. Elle est drainée par la Mossig,.
La Mossig, d'une longueur totale de 33,1 km, prend sa source dans la commune de Wangenbourg-Engenthal et se jette  dans la Bruche à Avolsheim, après avoir traversé 13 communes. 

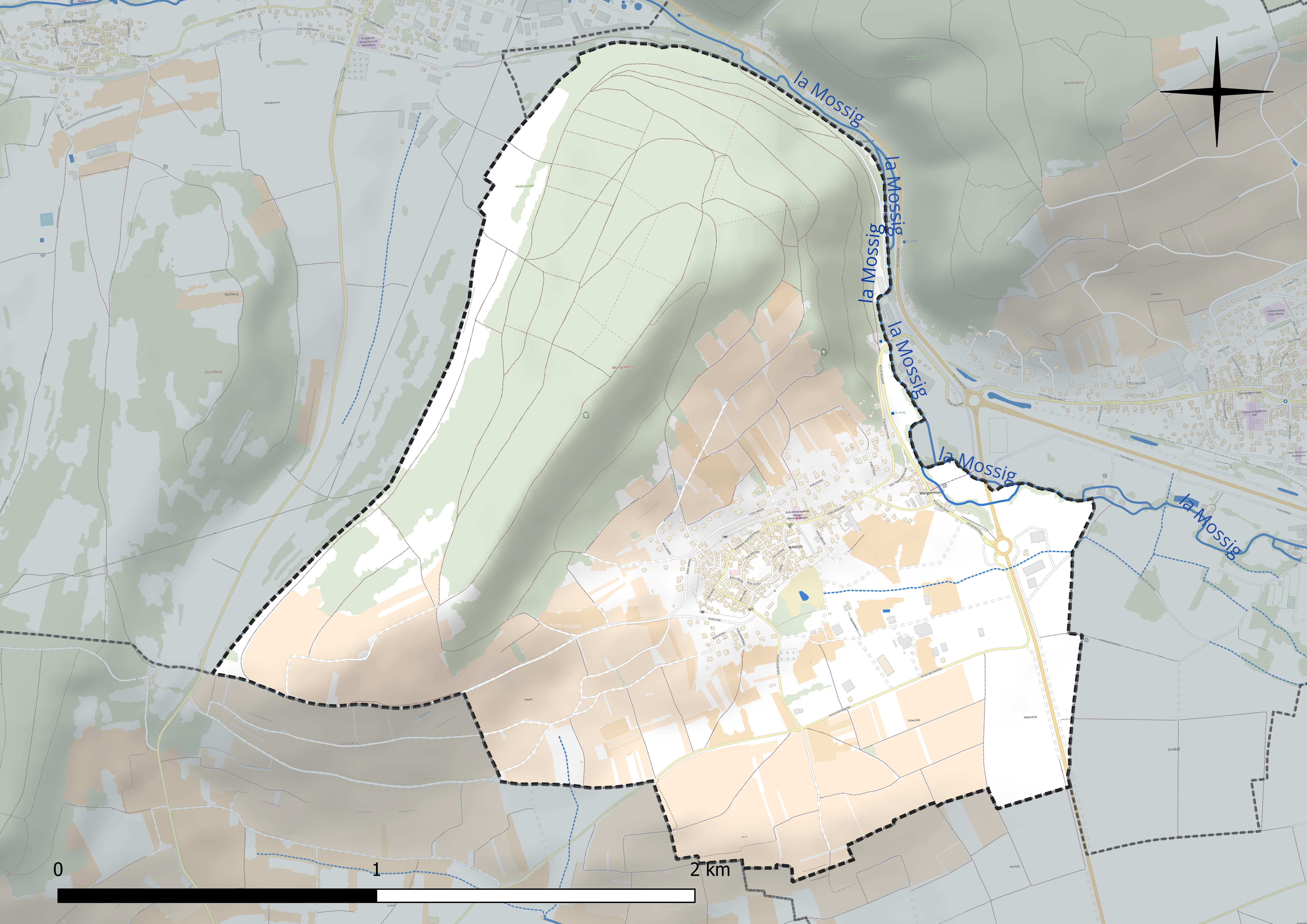
Réseau hydrographique de Wangen.

### Climat
Pour des articles plus généraux, voir Climat du Grand Est et Climat du Bas-Rhin.
En 2010, le climat de la commune est de type climat des marges montargnardes, selon une étude du Centre national de la recherche scientifique s'appuyant sur une série de données couvrant la période 1971-2000. En 2020, Météo-France publie une typologie des climats de la France métropolitaine dans laquelle la commune est exposée à un climat semi-continental et est dans la région climatique  Vosges, caractérisée par une pluviométrie très élevée (1 500 à 2 000 mm/an) en toutes saisons et un hiver rude (moins de 1 °C). 
Pour la période 1971-2000, la température annuelle moyenne est de 10,5 °C, avec une amplitude thermique annuelle de 17,5 °C. Le cumul annuel moyen de précipitations est de 851 mm, avec 10,5 jours de précipitations en janvier et 10 jours en juillet. Pour la période 1991-2020, la température moyenne annuelle observée sur la station météorologique de Météo-France la plus proche, « Wangenbourg_sapc », sur la commune de Wangenbourg-Engenthal à 12 km à vol d'oiseau, est de 9,9 °C et le cumul annuel moyen de précipitations est de 1 131,8 mm. 
La température maximale relevée sur cette station est de 36,4 °C, atteinte le 25 juillet 2019 ; la température minimale est de −16,9 °C, atteinte le 7 février 2012,,. 
Les paramètres climatiques de la commune ont été estimés pour le milieu du siècle (2041-2070) selon différents scénarios d'émission de gaz à effet de serre à partir des nouvelles projections climatiques de référence DRIAS-2020. Ils sont consultables sur un site dédié publié par Météo-France en novembre 2022.

## Urbanisme

### Typologie
Au 1er janvier 2024, Wangen est catégorisée petite ville, selon la nouvelle grille communale de densité à sept niveaux définie par l'Insee en 2022.
Elle appartient à l'unité urbaine de Marlenheim, une agglomération intra-départementale regroupant cinq  communes, dont elle est une commune de la banlieue,,. Par ailleurs la commune fait partie de l'aire d'attraction de Strasbourg (partie française), dont elle est une commune de la couronne,. Cette aire, qui regroupe 268 communes, est catégorisée dans les aires de 700 000 habitants ou plus (hors Paris),.

### Occupation des sols
L'occupation des sols de la commune, telle qu'elle ressort de la base de données européenne d’occupation biophysique des sols Corine Land Cover (CLC), est marquée par l'importance des territoires agricoles (54,4 % en 2018), en augmentation par rapport à 1990 (51,1 %). La répartition détaillée en 2018 est la suivante : 
cultures permanentes (39,9 %), forêts (38,3 %), zones urbanisées (7,3 %), terres arables (6,9 %), prairies (6,9 %), zones agricoles hétérogènes (0,6 %). L'évolution de l’occupation des sols de la commune et de ses infrastructures peut être observée sur les différentes représentations cartographiques du territoire : la carte de Cassini (XVIIIe siècle), la carte d'état-major (1820-1866) et les cartes ou photos aériennes de l'IGN pour la période actuelle (1950 à aujourd'hui).

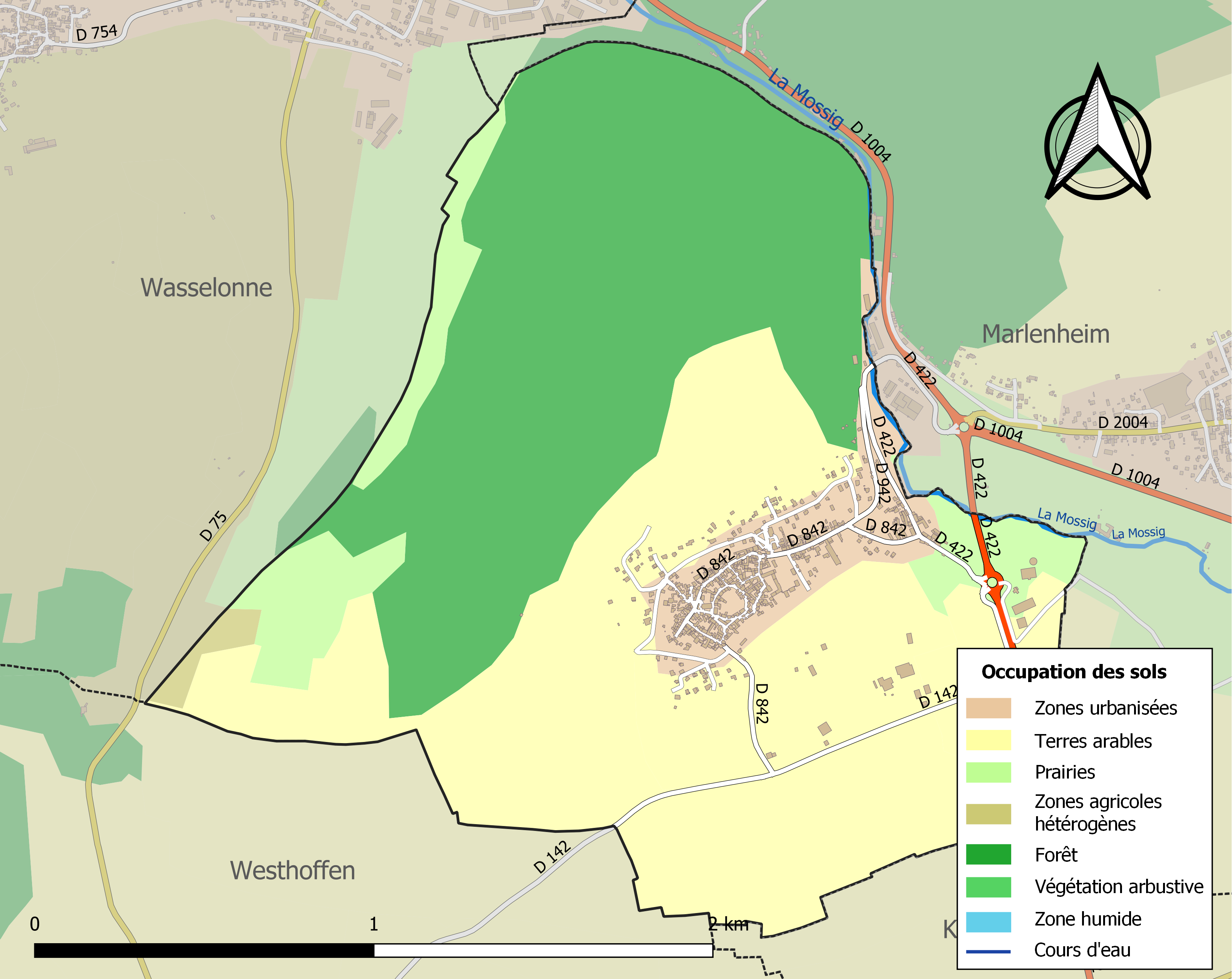
Carte des infrastructures et de l'occupation des sols de la commune en 2018 (CLC).

### Voies de communications et transports

#### Voies routières
Wangen était autrefois située sur la ligne de chemin de fer reliant la ville de Sélestat à celle de Saverne, avant la dépose du tronçon Molsheim - Saverne en 1967 qui a été remplacé par une piste cyclable.
- A35, aussi appelée autoroute des cigognes ou l'Alsacienne : Échangeurs Innenheim, Entzheim, Krautergersheim.
- A350 : A35 Basel.
- A351 : N4 (Wasselonne - Saverne) Échangeurs Oberhausbergen - Wolfisheim.
- A352 : Échangeurs Molsheim - Obernai, A35.
- A4 : Échangeurs Saverne, Hoenheim, Bischheim.

#### Transports en commun
- Transports en Alsace.
- Fluo Grand Est.

##### SNCF

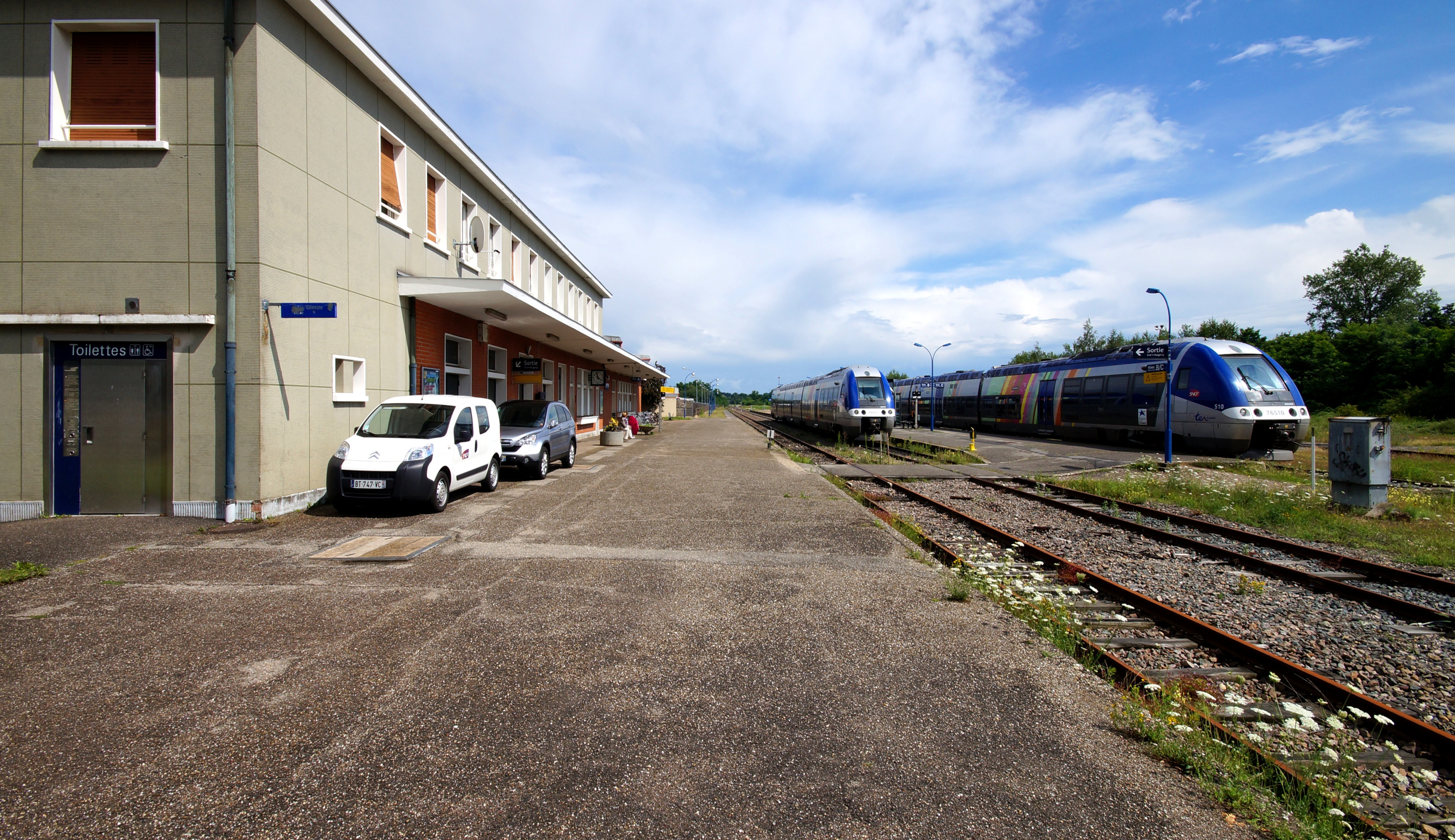
Gare de Wissembourg.

- Gare de Wissembourg.
- Gare de Soultz-sous-Forêts.
- Gare de Riedseltz.
- Gare de Hoelschloch.
- Gare de Hunspach.

### Risques naturels et technologiques
Commune située dans une zone 3 de sismicité modérée.

## Histoire

### Période médiévale
Les premières mentions connues du village de Wangen remontent au IXe siècle, lorsque certaines parcelles de terres sont données à l'abbaye féminine Saint-Étienne de Strasbourg. Cette dernière contrôle le village de Wangen jusqu'à la Révolution française, et permet à une noblesse locale de se former et de prospérer. La viticulture contribue ainsi à donner aux Von Wangen, nobles et défenseurs du village, une richesse et un socle économique permettant leur établissement. Ils construisent ainsi un château de base octogonale au cours du XIIIe siècle, dont ils restent propriétaires jusqu'en 1566, date à laquelle ils vendent l'édifice à l'abbaye Saint-Étienne. Le château est démembré par la suite pour permettre la construction et l'agrandissement de certaines maisons du village, notamment le Freihof, ensemble important de l'histoire de Wangen. En effet, après son accession au statut de cour colongère au IXe siècle, soit une organisation rurale spécifique, Wangen possède en seigneur de ses terres l'abbesse de l'abbaye Saint-Étienne. Quand cette dernière se rendait à Wangen, sa demeure était le Freihof, situé actuellement au 179, rue Basse. Cet ensemble de bâtiments lui permettait de faire valoir ses privilèges, notamment celui de justice. L'abbesse utilisait le tilleul, placé au milieu de la cour du Freihof, pour rendre justice auprès des gens de Wangen.
Pendant la période trouble du Moyen Âge, une enceinte est érigée tout autour de Wangen. Longue de 1 100 mètres, d'une hauteur pouvant aller jusqu'à 7 mètres et possédant une épaisseur entre 1,10 et 1,70 mètre, elle possède trois portes, la Niedertor, la Sommertor et la Motscheltor.
Mais les seigneurs du village n'oublient pas d'offrir un support religieux à leurs sujets. Ainsi est attestée la présence de l'église à sa place actuelle dès 1214, date inscrite sur le tympan roman de cette église à l'histoire chargée. Surélevée en 1581 à la demande de l'abbesse Odile de Dürmentz, elle devient une église dite simultanée à la fin du XVIIe siècle, à la suite de l'introduction du simultaneum en Alsace par Louis XIV. Cette utilisation de l'église par catholiques et protestants est visible aussi au cimetière. Déplacé du centre du village vers la périphérie au XVIIe siècle, le cimetière est divisé entre catholiques et protestants. Construit notamment grâce à d'anciennes pierres tombales, le mur du cimetière possède plusieurs pierres datant de 1648, date de la fin de la guerre de Trente Ans.

### Après la Révolution française
Du fait de la Révolution et de la mise en place de la République, Wangen voit les différents privilèges touchés par les nobles supprimés, et est élu à sa tête un premier maire. Jean Adam Laugel, élu en 1792, alors vigneron, démontre à lui seul l'attachement de Wangen à sa viticulture, malgré les événements qui précipitent l'Alsace au centre des préoccupations, territoire français à la frontière entre le Saint-Empire romain germanique et la France. Dès 1819, et l'utilisation de l'établissement des jeunes aveugles de Paris pour se couvrir, le greffier du tribunal de commerce de Strasbourg, monsieur Martha, essaie de remettre en place le bodenzinßwin sur la commune de Wangen et demande 600 mesures de vin par an. Jugée une première fois par la cour royale de Colmar le 3 juillet 1827, puis arrêtée par la cour de cassation de Paris le 27 mai 1830, la rente en vin est jugée comme féodale et supprimée.
Grâce à ces deux jugements successifs, le conseil municipal de Wangen se réunit, avec à sa tête le maire Jean-Georges Strohl, le 10 mai 1830. Cette session met en avant la suppression de cette rente féodale comme un bienfait pour Wangen. Voulant perpétuer le souvenir de cet évènement, vécu comme une libération, est instaurée la fête de la Fontaine. Elle est mise en place dans un premier temps pour récompenser les défenseurs, monsieur Lauth, avocat à Strasbourg, messieurs Sandherr et Bletry, avocats à Colmar et monsieur Guichard père, avocat au Conseil d'État et à la cour de cassation de Paris. Les mandataires, monsieur Charles Moll, percepteur de Wangen, Georges Strohl, alors maire et Christian Ostermann, meunier, sont aussi à l'honneur. Il est décidé que la fête de la Fontaine doit être organisée le premier dimanche après le 2  juillet de chaque année selon une exécution programmée à l'avance. Il s'agit dans un premier temps de cérémonies religieuses pour les catholiques et les protestants du village. Suivent une distribution de prix d'encouragements aux écoliers et aux habitants méritants, ainsi que des réjouissances publiques. En 1834 voit le jour une fontaine monumentale près de l'église de Wangen pour célébrer la victoire lors du procès, et le conseil municipal du 15 mai 1836 établit les inscriptions qui doivent orner cette fontaine. Est aussi décidé que cette fontaine recevra un système pour permettre une distribution en vin, par le maire ou tout représentant de l'ordre, lors de la fête de la Fontaine, tradition tenue jusqu'à aujourd'hui.

## Politique et administration

### Découpage territorial

#### Commune et intercommunalités
La commune est membre de la communauté de communes de la Mossig et du Vignoble.

### Élections municipales et communautaires

#### Liste des maires
La commune de Wangen a compté, depuis la période révolutionnaire, 22 mandats de maire successifs, et ceci malgré les sursauts de périodes royales et impériales.
| Période                                  | Période                   | Identité                                 | Étiquette | Qualité               |
| ---------------------------------------- | ------------------------- | ---------------------------------------- | --------- | --------------------- |
| Les données manquantes sont à compléter. |                           |                                          |           |                       |
| 1902                                     | 1919                      | Charles Fritsch                          |           | Vigneron              |
| 1919                                     | 1941                      | Jean Georges Strohl                      |           | Négociant en vin      |
| 1941                                     | 1945                      | Edouard Lorentz                          |           |                       |
| 1945                                     | 1971                      | Georges Bohnert                          |           | Vigneron cultivateur  |
| 1971                                     | 1989                      | Jean-Georges Unterreiner                 |           | Viticulteur et gérant |
| 1989                                     | 2008                      | Paul Heinrich                            |           | Cadre bancaire        |
| 2008                                     | En cours (au 31 mai 2020) | Yves Jung Réélu pour le mandat 2020-2026 |           | Délégué du Préfet     |

### Budget et fiscalité 2021

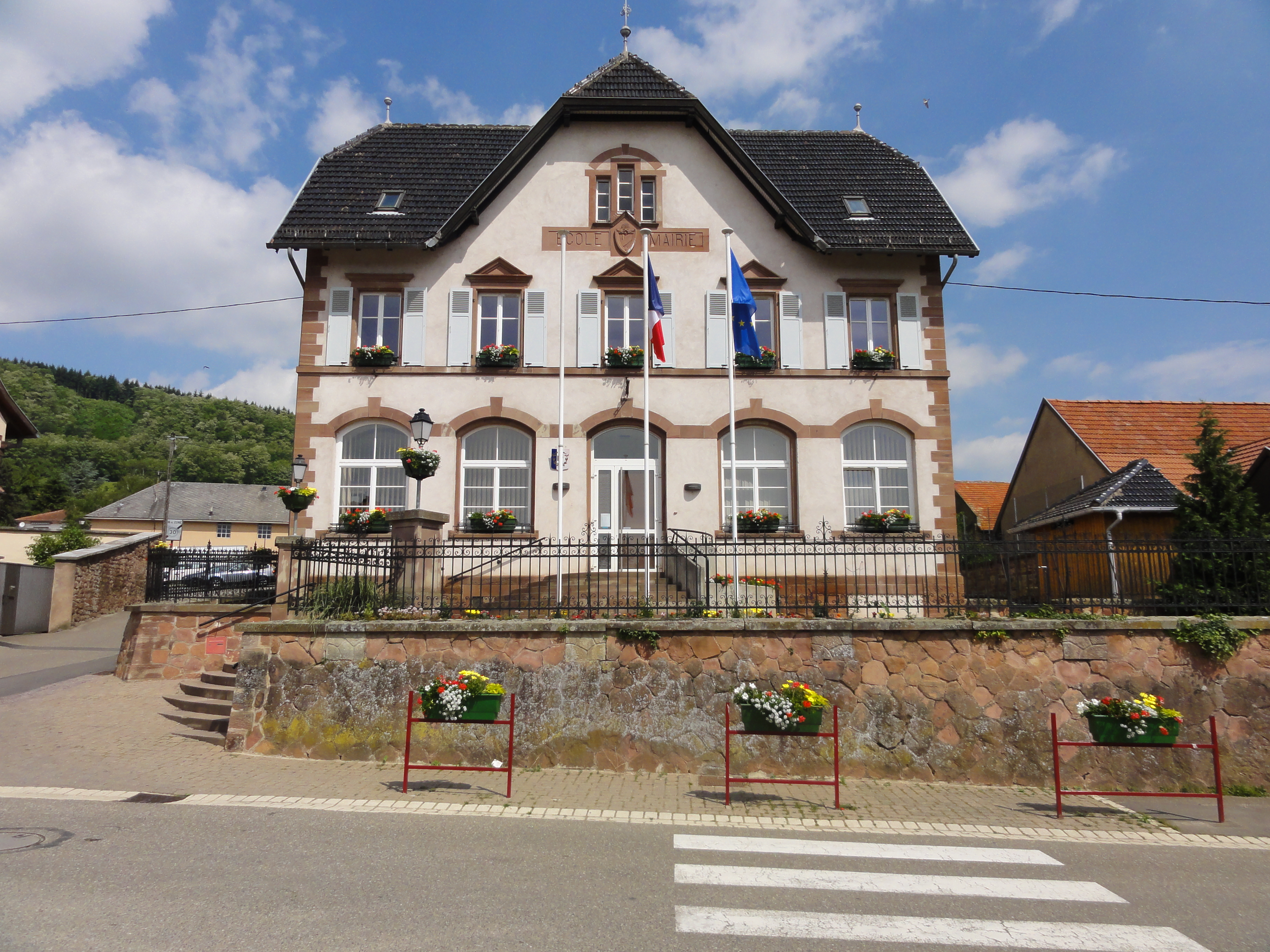
Mairie-école (1902).

En 2021, le budget de la commune était constitué ainsi :
- total des produits de fonctionnement : 393 000 €, soit 565 € par habitant ;
- total des charges de fonctionnement : 329 000 €, soit 473 € par habitant ;
- total des ressources d'investissement : 164 000 €, soit 237 € par habitant ;
- total des emplois d'investissement : 251 000 €, soit 361 € par habitant ;
- endettement : 357 000 €, soit 513 € par habitant.

Avec les taux de fiscalité suivants :
- taxe d'habitation : 14,73 % ;
- taxe foncière sur les propriétés bâties : 28,33 % ;
- taxe foncière sur les propriétés non bâties : 33,73 % ;
- taxe additionnelle à la taxe foncière sur les propriétés non bâties : 0,00 % ;
- cotisation foncière des entreprises : 0,00 %.

Chiffres clés Revenus et pauvreté des ménages en 2020 : médiane en 2020 du revenu disponible, par unité de consommation : 26 090 €.

## Équipements et services publics

### Enseignement
Établissements d'enseignements :
- Écoles maternelles et primaires à Wangen, Marlenheim, Westhoffen, Wasselonne.
- Collèges à Marlenheim, Wasselonne, Mutzig, Molsheim.
- Lycées à Molsheim, Saverne.

### Santé
Professionnels et établissements de santé :
- Médecins à Wasselonne, Marlenheim, Westhoffen.
- Pharmacies à Wasselonne, Marlenheim, Westhoffen, Soultz-les-Bains, Willgottheim, Ergersheim.
- Hôpitaux à Reutenbourg, Mutzig, Molsheim, Rosheim.

## Population et société

### Démographie

#### Pyramide des âges
L'évolution du nombre d'habitants est connue à travers les recensements de la population effectués dans la commune depuis 1793. Pour les communes de moins de 10 000 habitants, une enquête de recensement portant sur toute la population est réalisée tous les cinq ans, les populations de référence des années intermédiaires étant quant à elles estimées par interpolation ou extrapolation. Pour la commune, le premier recensement exhaustif entrant dans le cadre du nouveau dispositif a été réalisé en 2004.

En 2022, la commune comptait 637 habitants, en évolution de −10,53 % par rapport à 2016 (Bas-Rhin : +3,17 %, France hors Mayotte : +2,11 %).
| 1793 | 1800 | 1806 | 1821 | 1831 | 1836 | 1841 | 1846 | 1851 |
| ---- | ---- | ---- | ---- | ---- | ---- | ---- | ---- | ---- |
| 684  | 671  | 688  | 756  | 782  | 781  | 750  | 776  | 759  |

| 1856 | 1861 | 1866 | 1871 | 1875 | 1880 | 1885 | 1890 | 1895 |
| ---- | ---- | ---- | ---- | ---- | ---- | ---- | ---- | ---- |
| 744  | 771  | 750  | 772  | 731  | 745  | 793  | 722  | 713  |

| 1900 | 1905 | 1910 | 1921 | 1926 | 1931 | 1936 | 1946 | 1954 |
| ---- | ---- | ---- | ---- | ---- | ---- | ---- | ---- | ---- |
| 722  | 715  | 683  | 624  | 614  | 653  | 623  | 584  | 619  |

| 1962 | 1968 | 1975 | 1982 | 1990 | 1999 | 2004 | 2006 | 2009 |
| ---- | ---- | ---- | ---- | ---- | ---- | ---- | ---- | ---- |
| 599  | 570  | 589  | 572  | 656  | 704  | 705  | 693  | 720  |

| 2014 | 2019 | 2022 | - | - | - | - | - | - |
| ---- | ---- | ---- | - | - | - | - | - | - |
| 700  | 670  | 637  | - | - | - | - | - | - |

### Cultes
- Culte catholique, Communauté de Paroisses Steinacker[29], Diocèse de Strasbourg.

## Économie

### Entreprises et commerces

#### Agriculture
- Culture de céréales, de légumineuses et de graines oléagineuses.
- Culture de la vigne.
- Culture et élevage associés.
- Élevage d'autres animaux

#### Tourisme
Wangen se situe sur la Route des vins d'Alsace.
- Hébergements et restauration à Wangen, Marlenheim, Wasselonne, Kirchheim, Odrazheim.

#### Commerces
- Commerces et services de proximité.

## Culture locale et patrimoine

### Lieux et monuments

#### Patrimoine civil
- Les anciennes fortifications du village[30], composées d'un mur d'enceinte englobant toute la partie médiévale du village, et les trois portes, la Niedertor, la Sommertor[31] et la Motscheltor.

Porte dite Niederthorturm inscrite sur l'inventaire supplémentaire des monuments historiques par arrêté du 29 juin 1931 et le mur d'enceinte urbain par arrêté du 5 octobre 1992.
- La partie historique du village, datant de l'époque médiévale et ayant évolué avec son temps[33].
- Les bâtiments formant l'ensemble du Freihof.
- Château de Wangen[34], manoir de Wangen, partiellement inscrit sur l'inventaire supplémentaire des monuments historiques par arrêté du 30 octobre 2003[35],[36].
- Fontaines[37],[38].

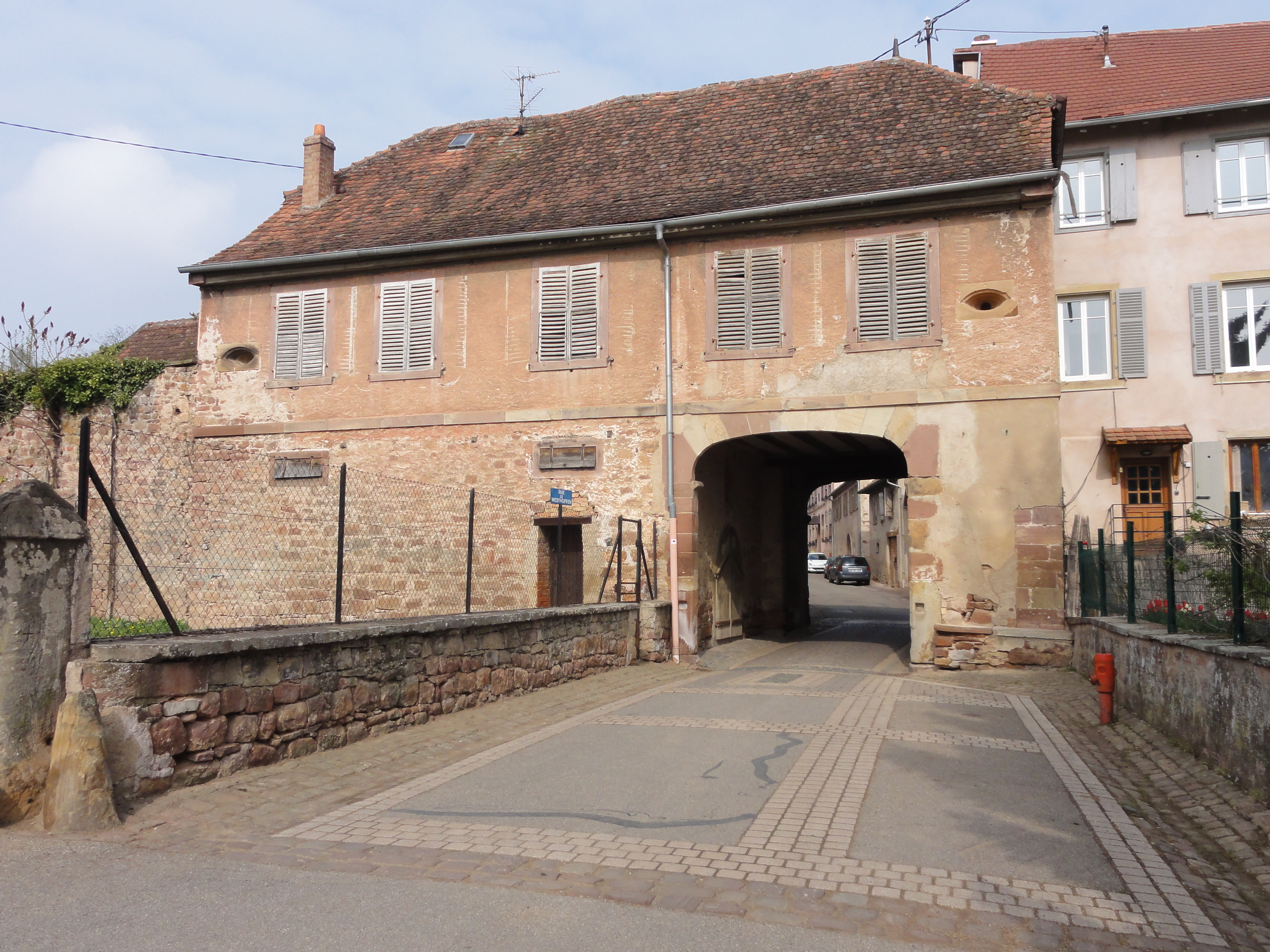
Sommertor ou Porte du Sud.
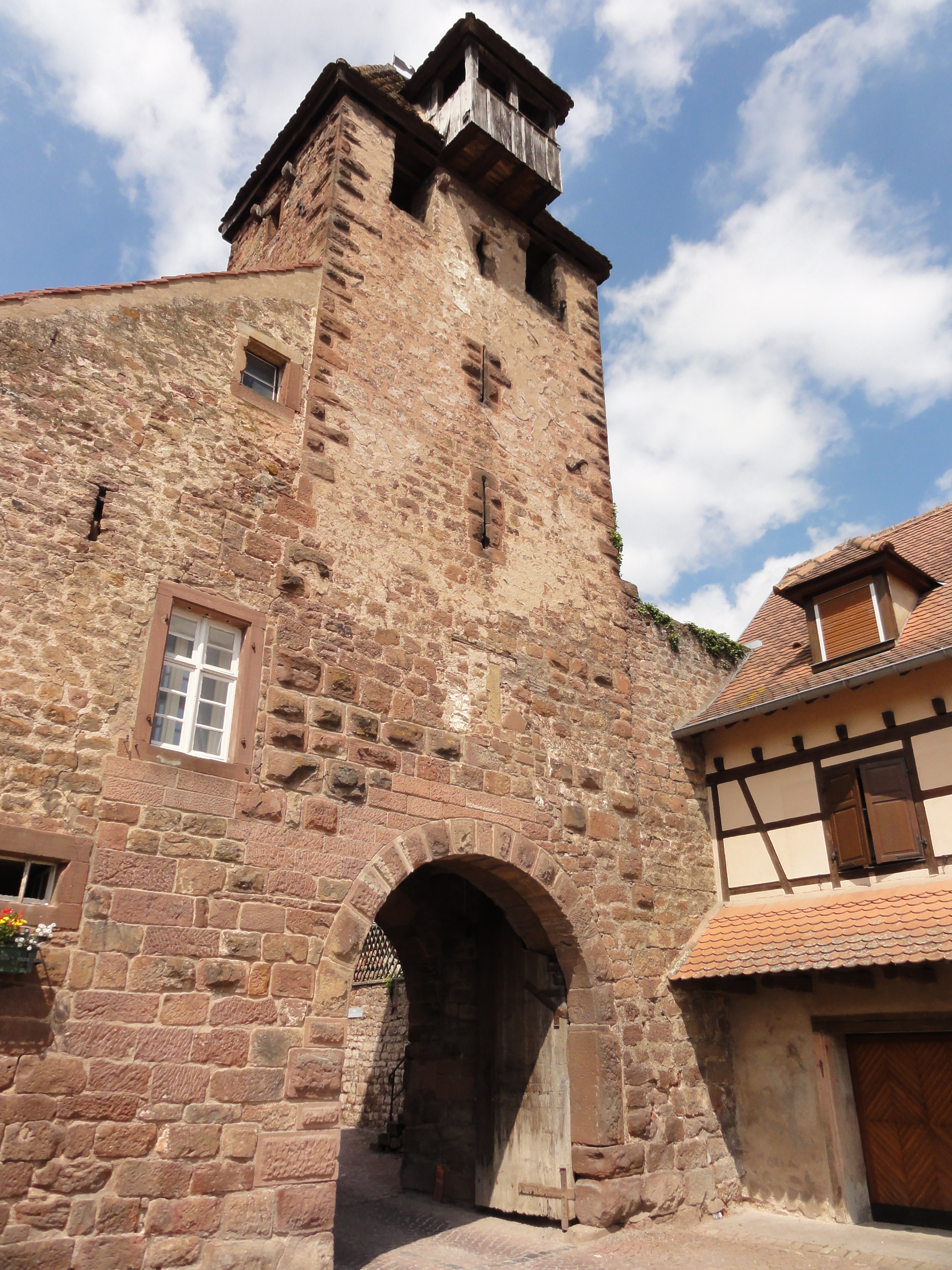
Niedertor ou Porte Basse.
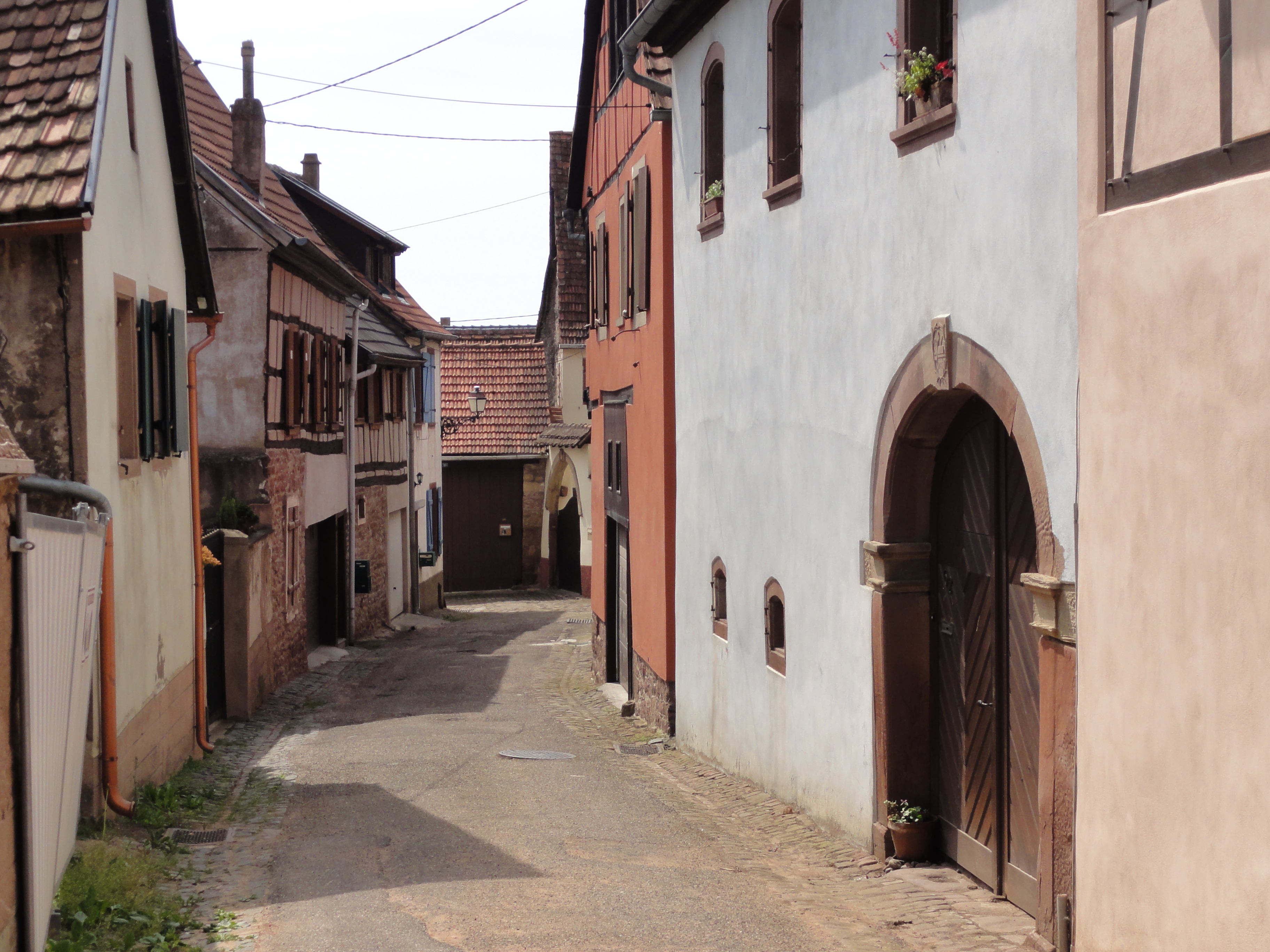
Rue du Puits.
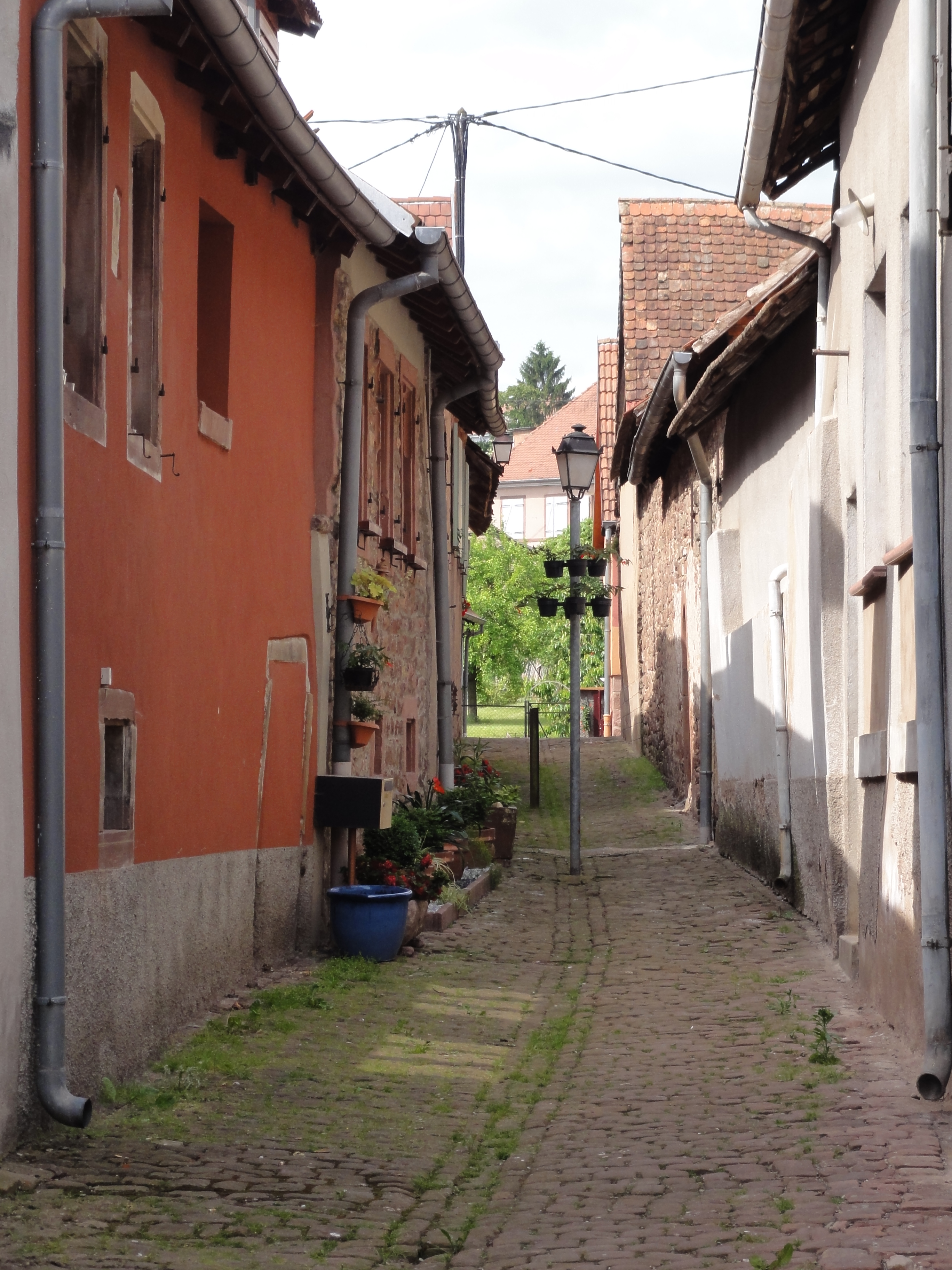
Rue du Poteau.
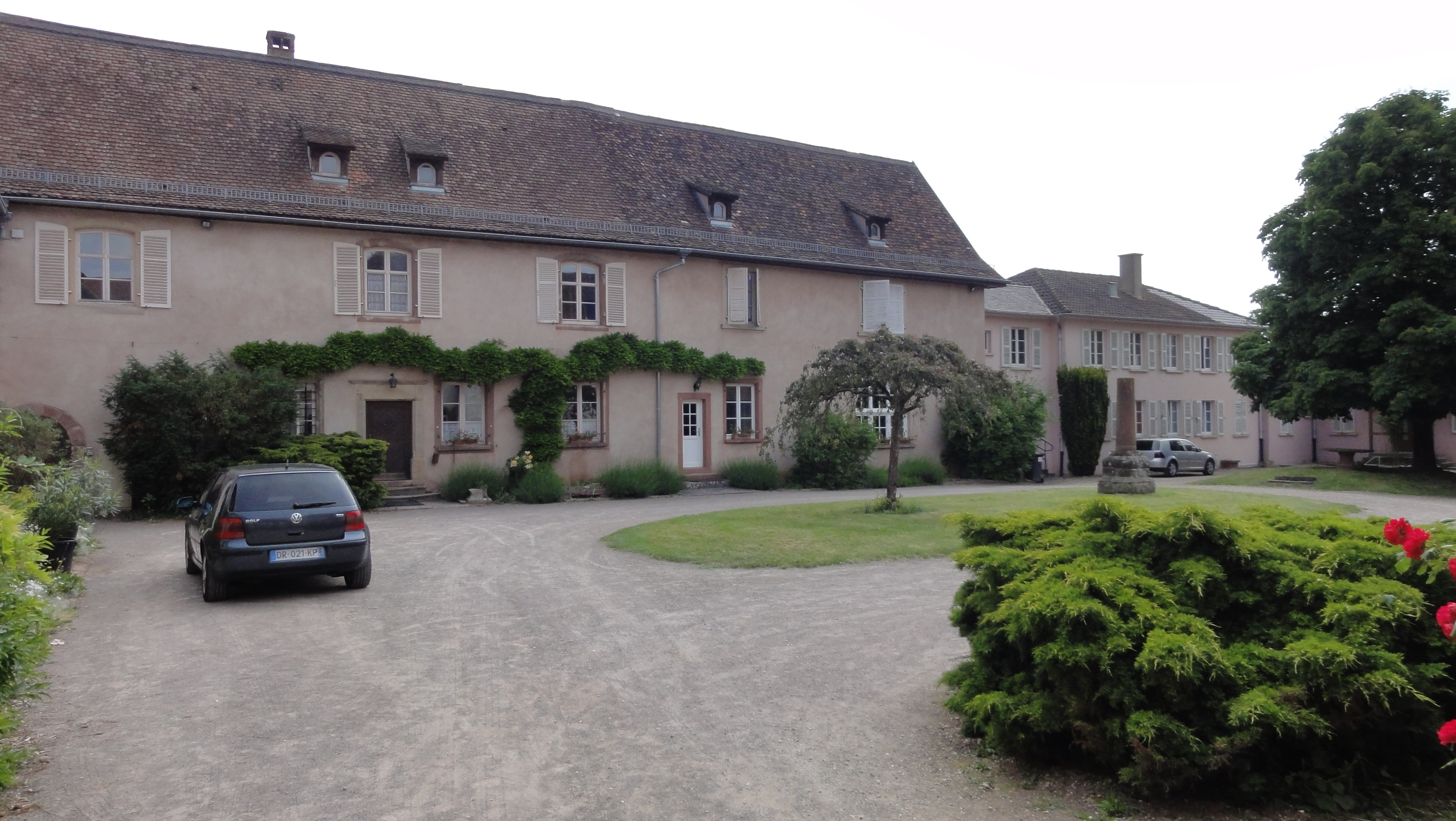
Le Freihof (XVIe-XVIIIe), 179 rue Basse.
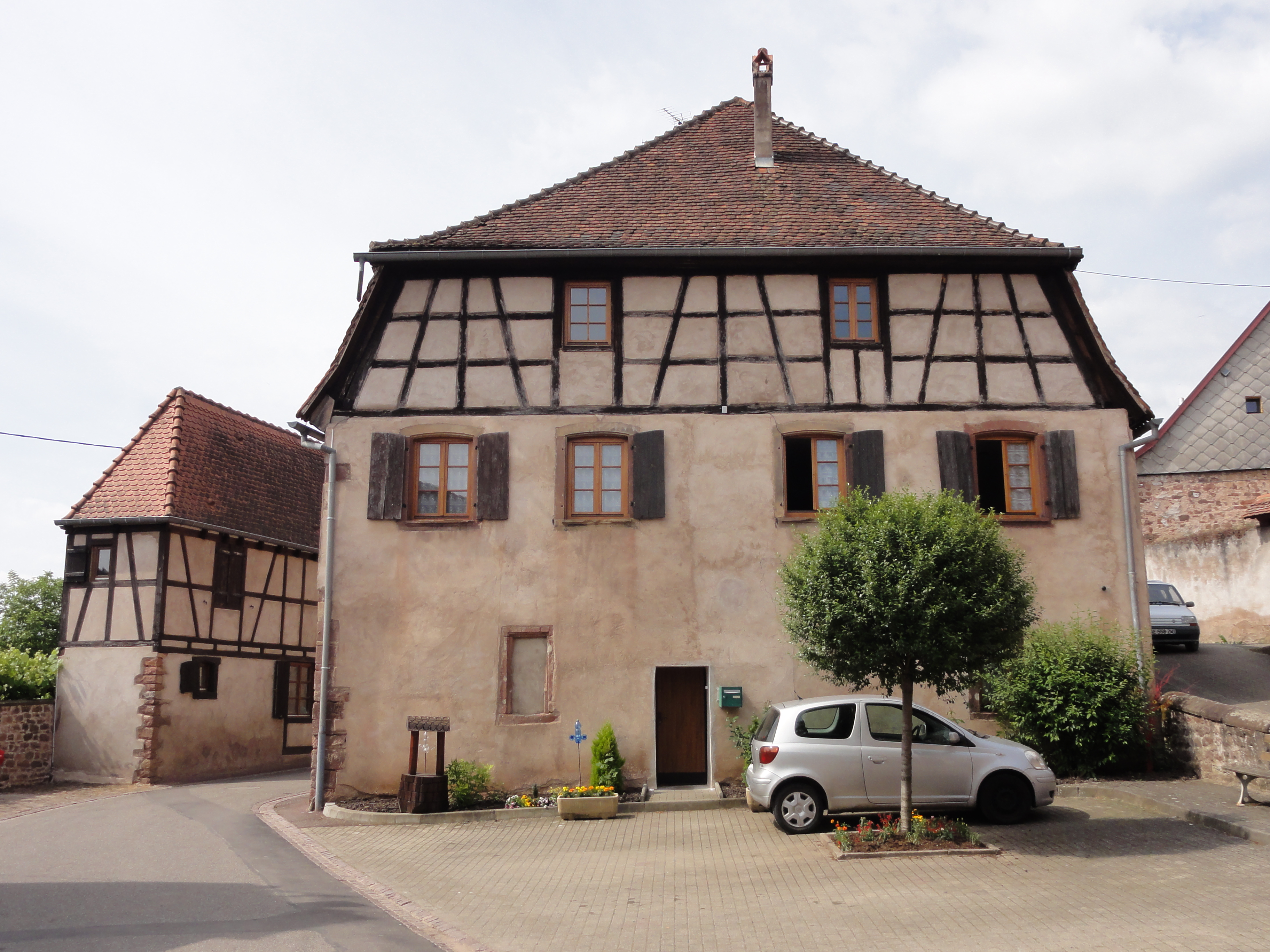
Maison (XVIIIe), 158 rue Basse.
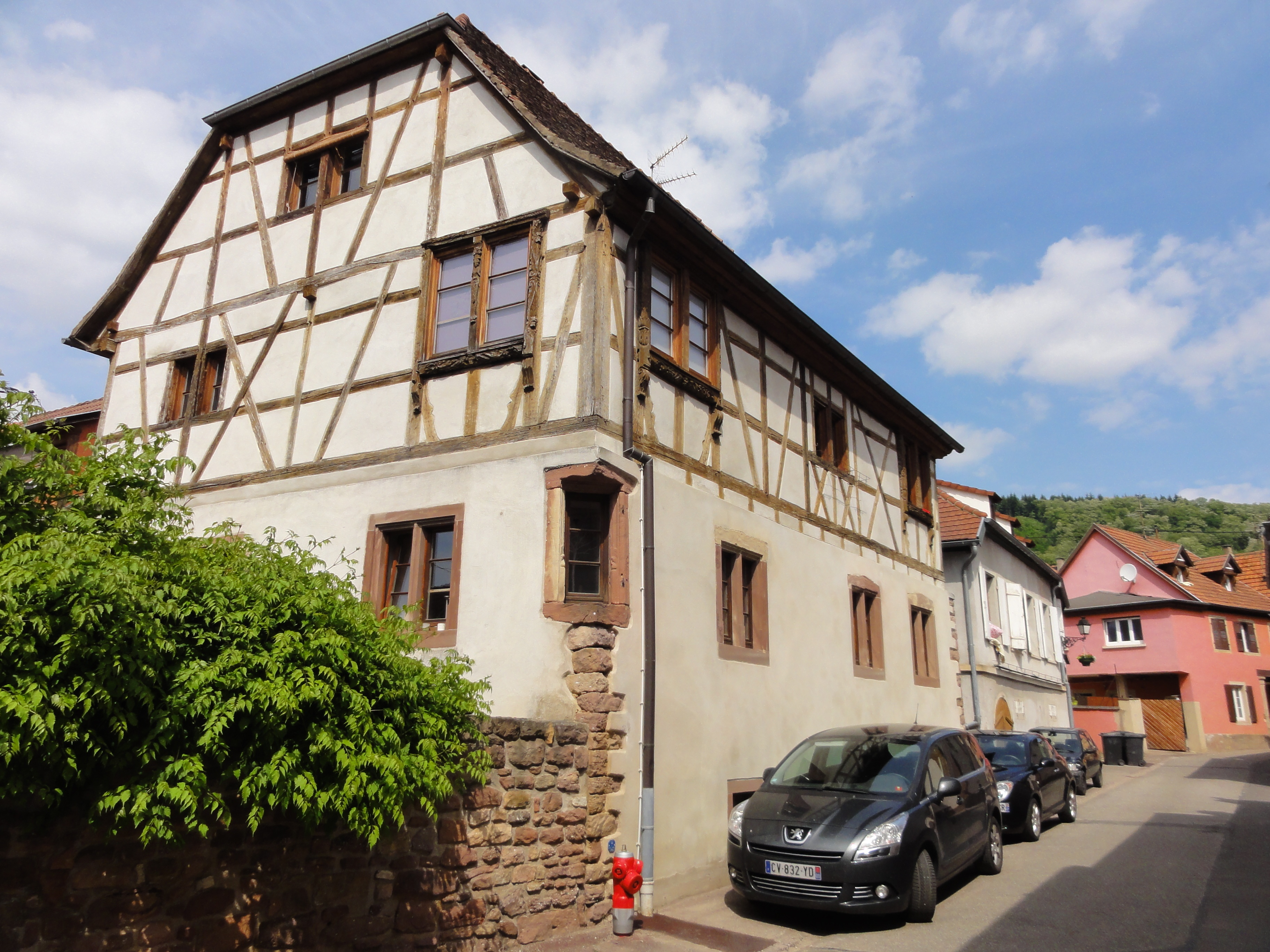
Maison (1595), 178 rue Basse.
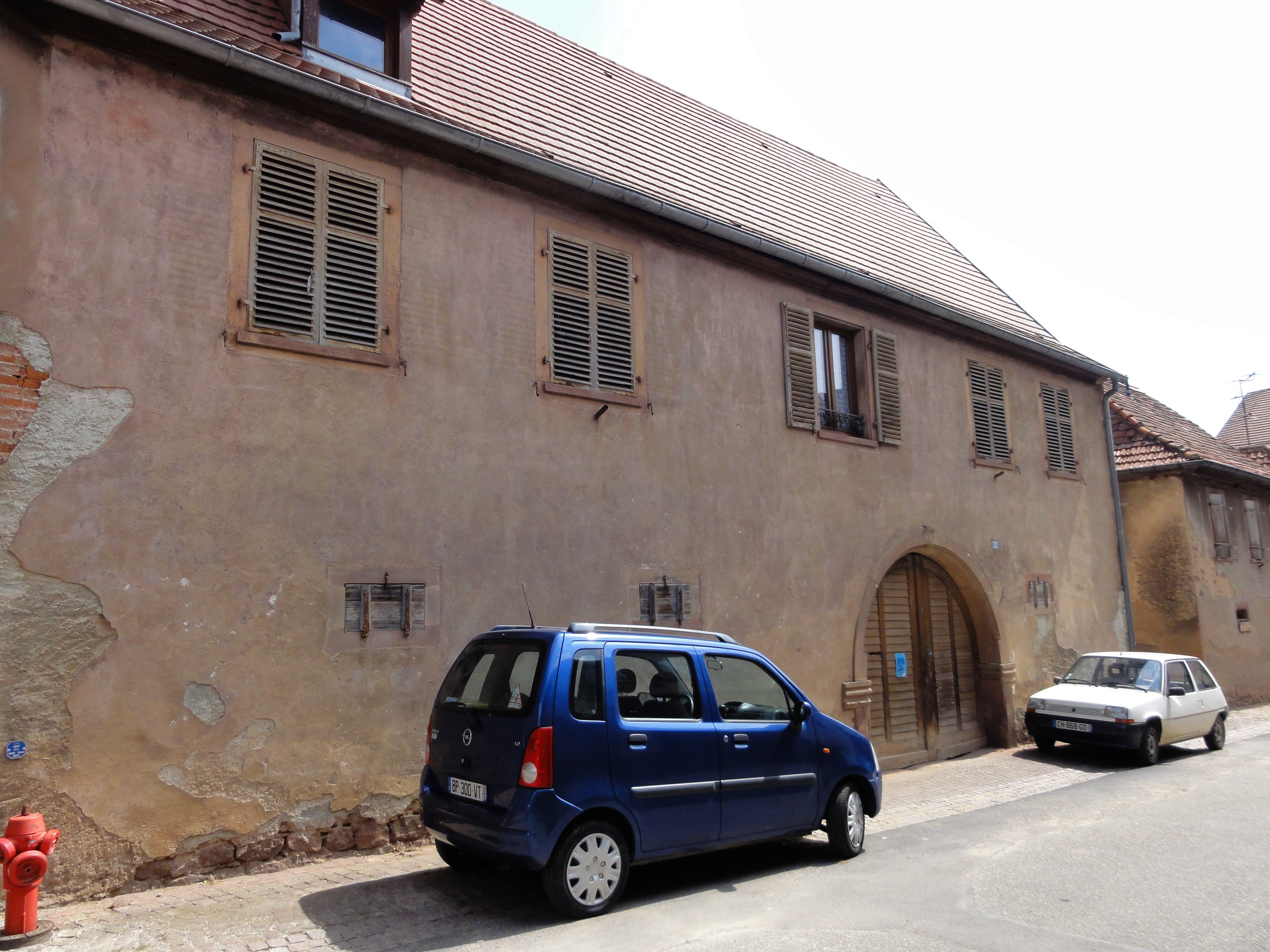
Maison de tonnelier (1742), 133 rue du Colonel-Moll.
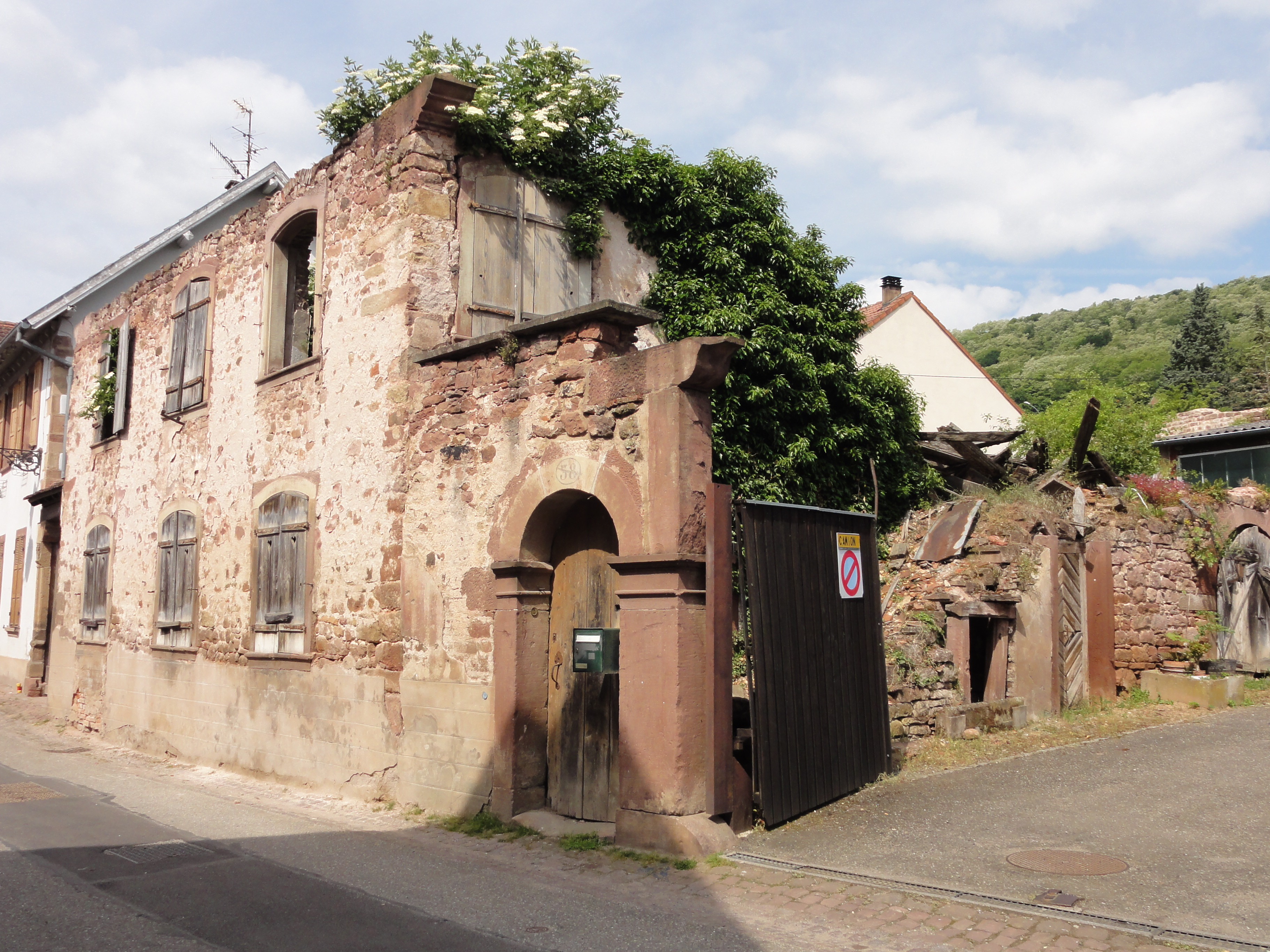
Maison de tanneur en ruines (XVIe-XVIIe-XVIIIe), 66 rue du Général-Strohl.
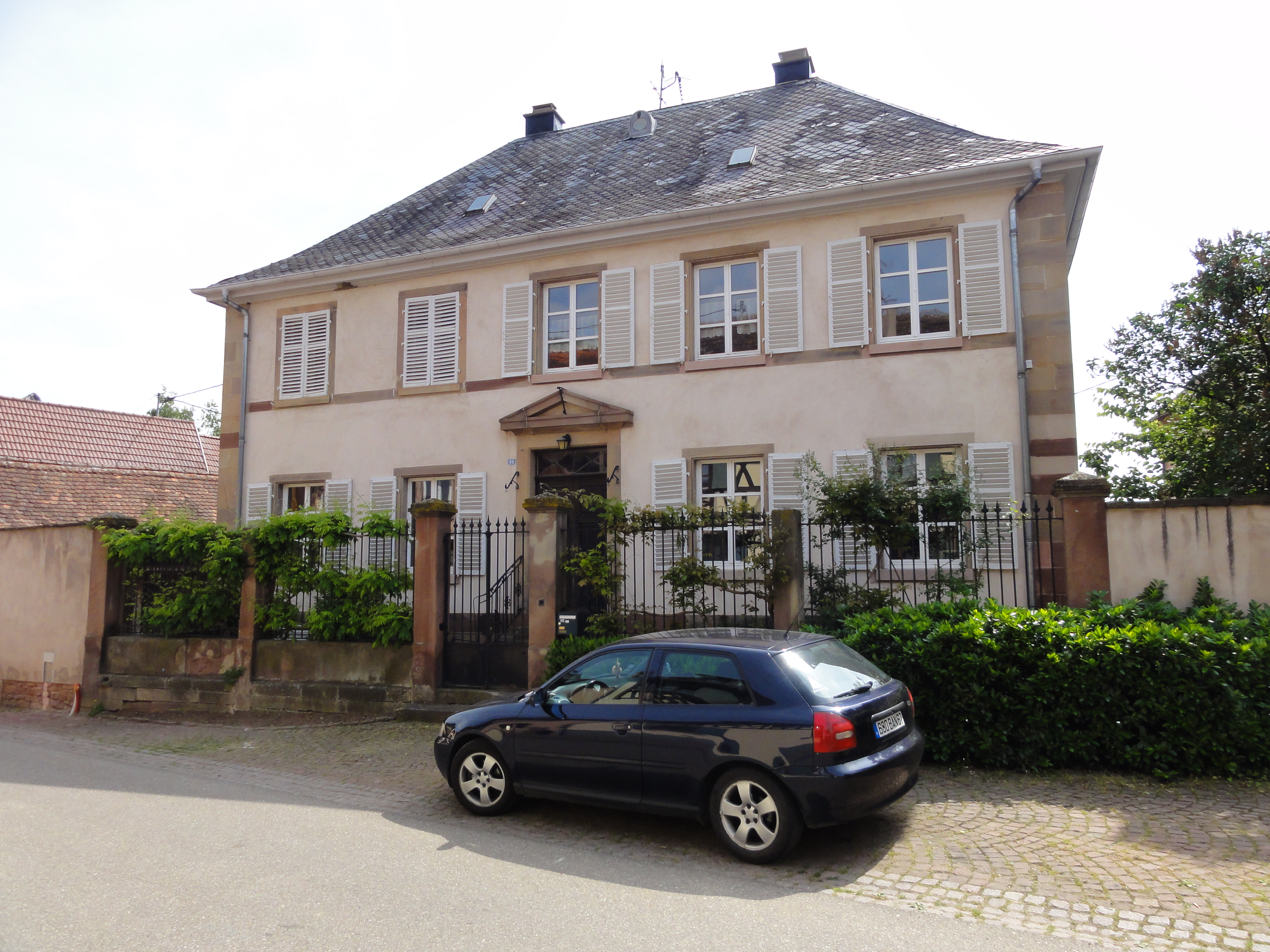
Presbytère protestant (1864), 89 rue du Général-Strohl.
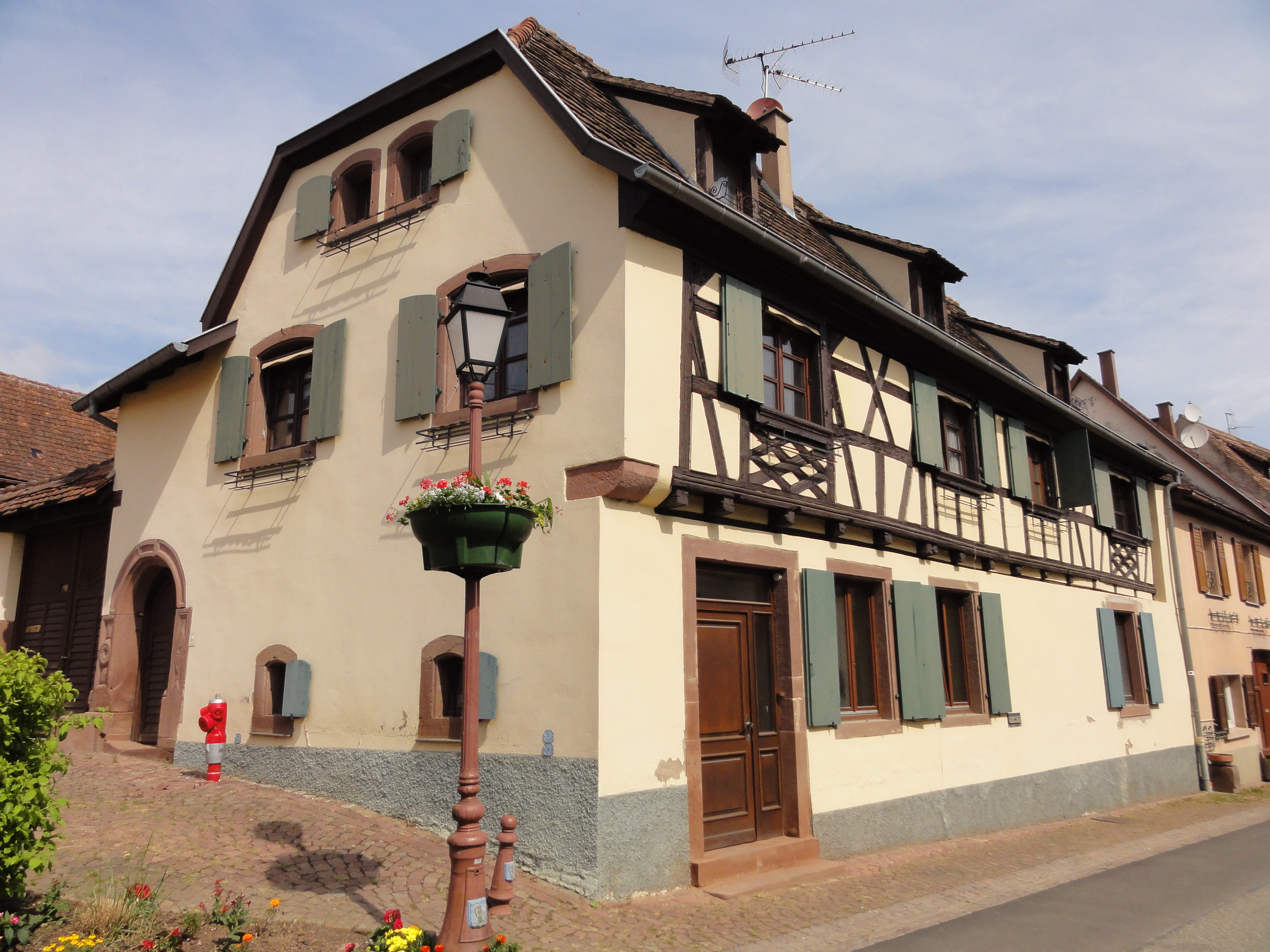
Maison, 90 rue du Général-Strohl.
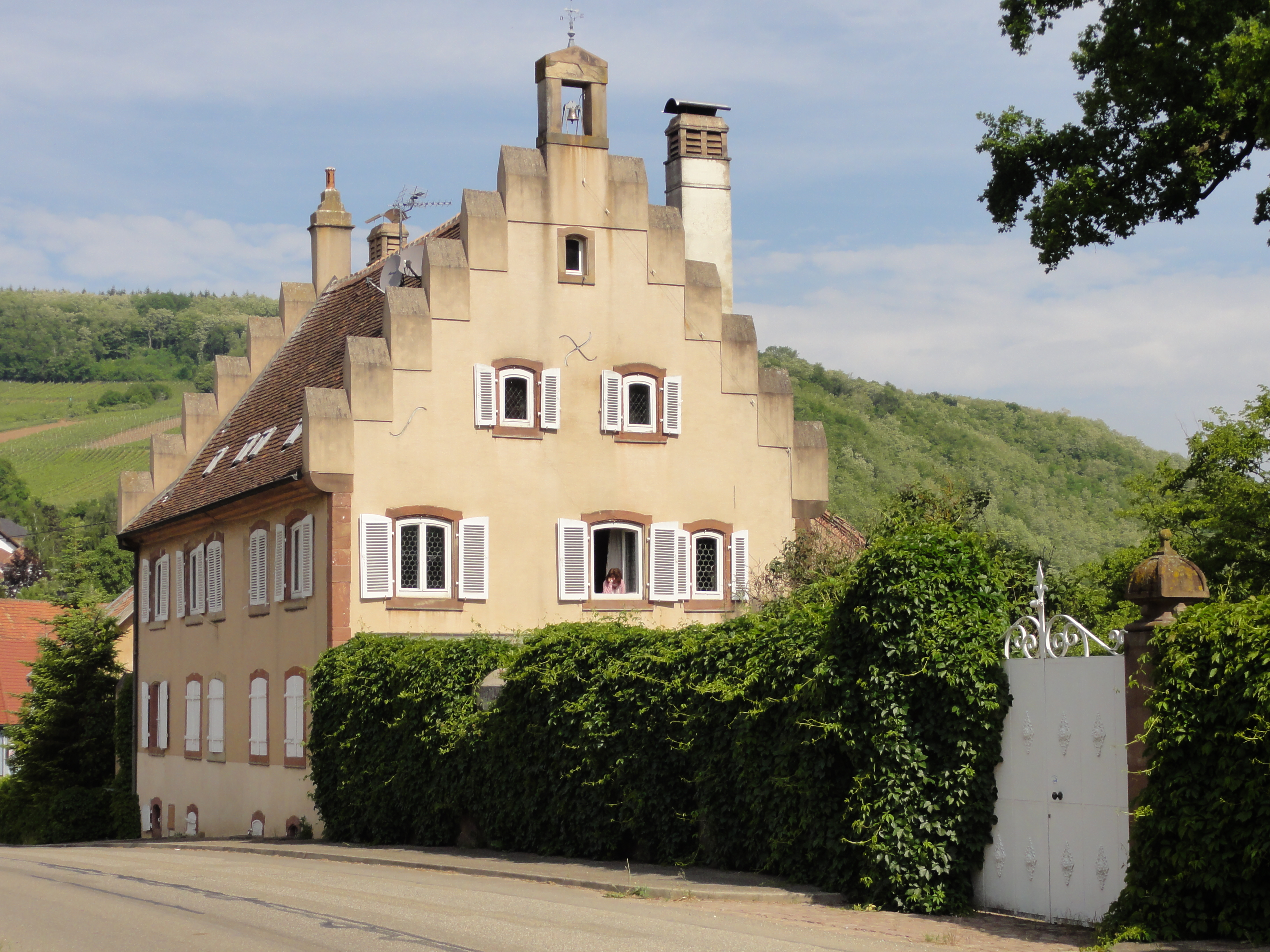
Maison dite Castel des Garat (XVIIIe-XIXe), Wangenmühle.

#### Patrimoine religieux
- Église simultanée Saint-Étienne[39],[40]. Wangen est l'une des 50 localités d'Alsace dotées d'une église simultanée (simultaneum)[41].

Orgue Wetzel Charles et Kriess Franz, facteurs d'orgues.
- La chapelle Sainte-Croix construite en 1833, et composée notamment d'éléments gothiques des XIIIe-XIVe siècles[43].
- Monuments aux morts[44] : Conflits commémorés : Guerres de 1914-1918 - 1939-1945.

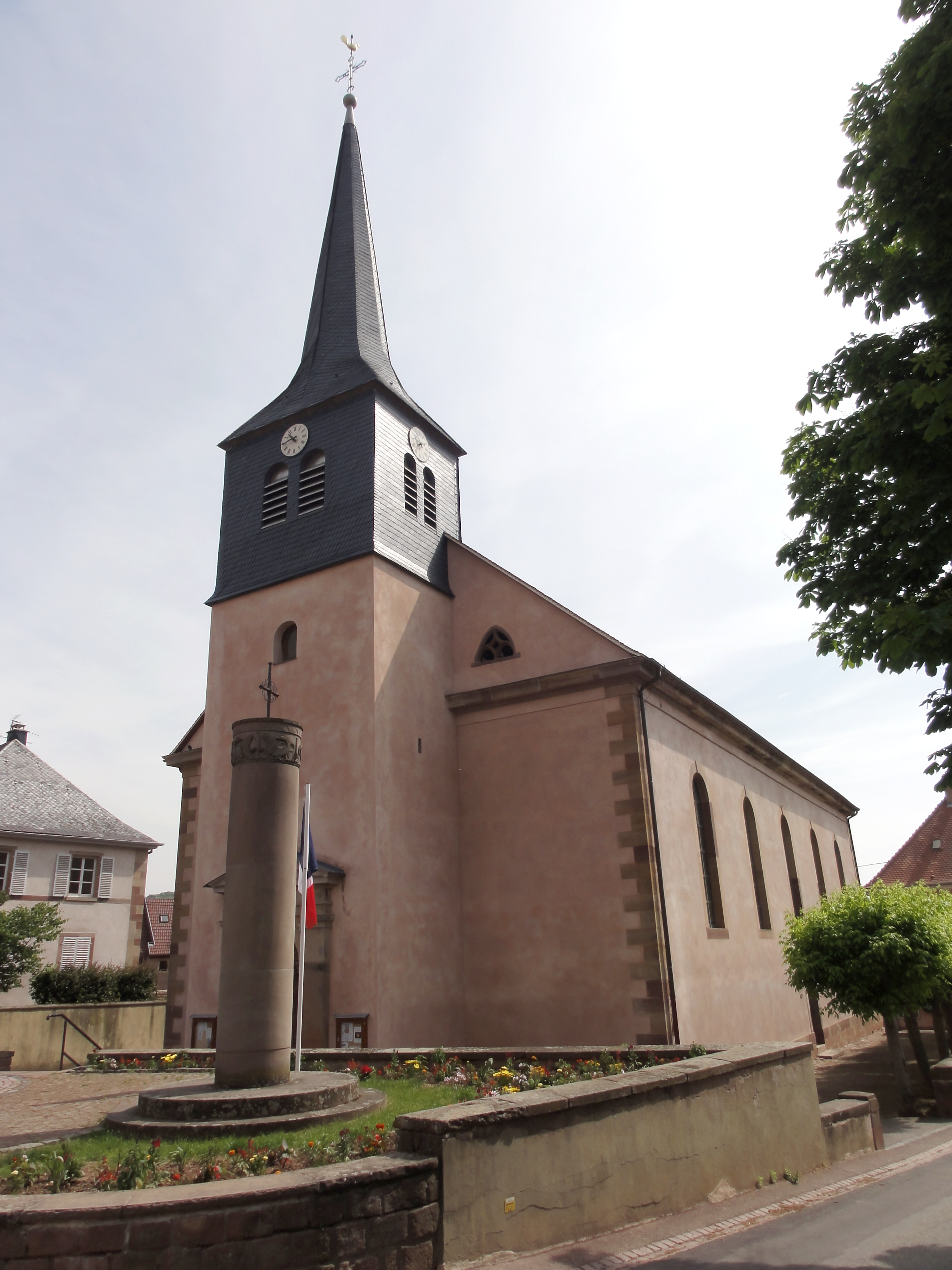
Église simultanée Saint-Étienne de Wangen.
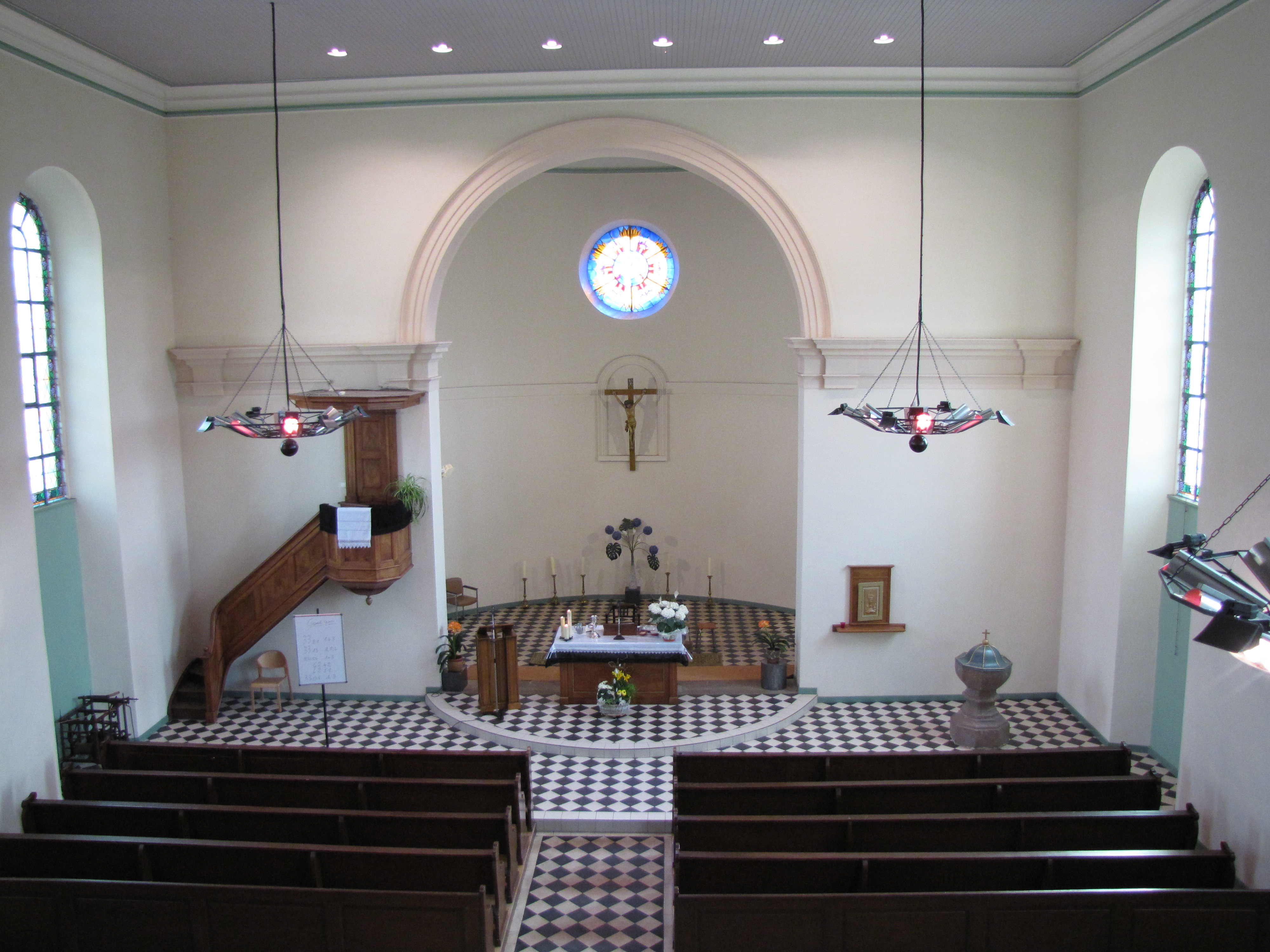
Vue intérieure de l'église.
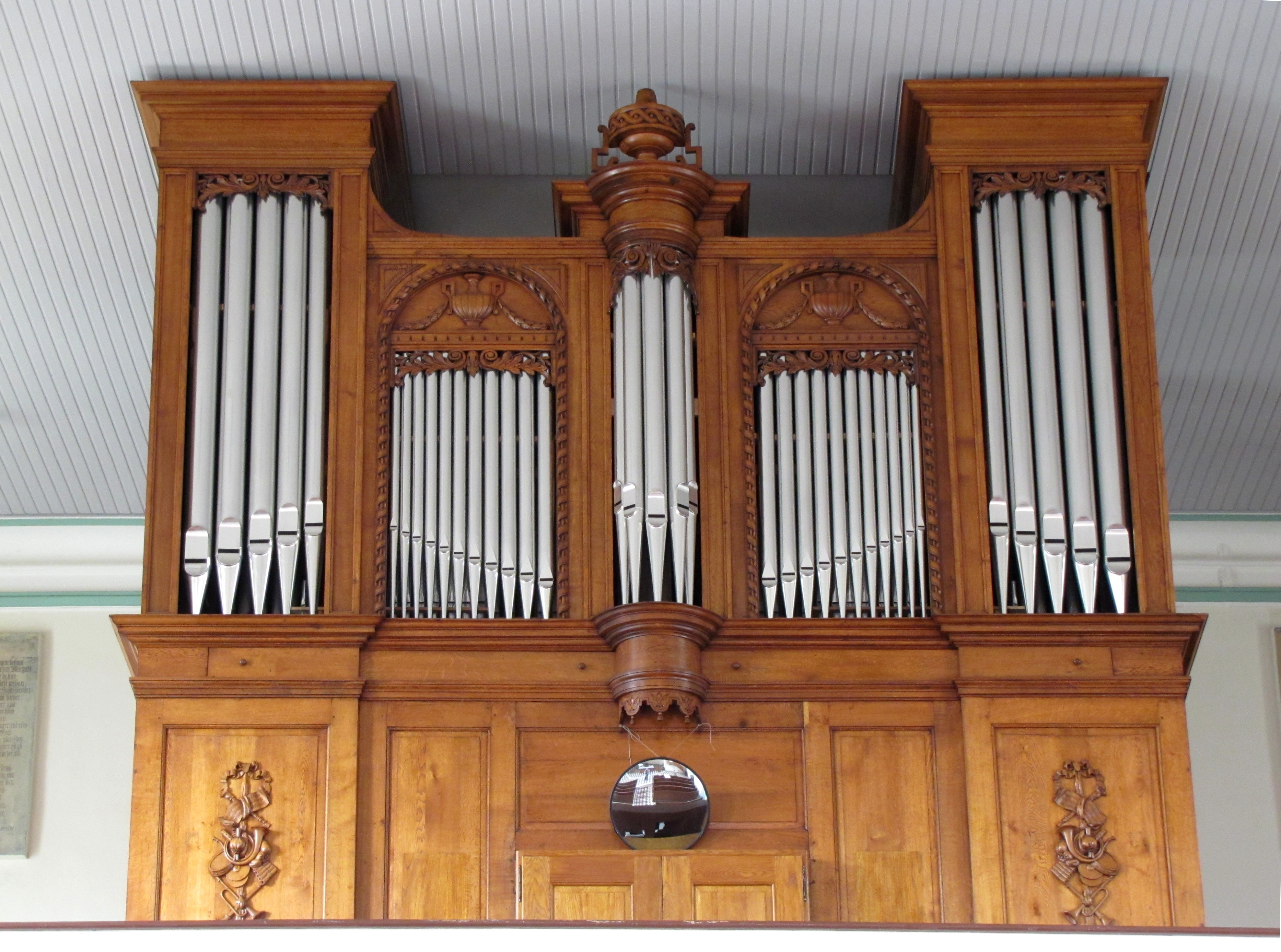
Orgue Wetzel (1880)[45].
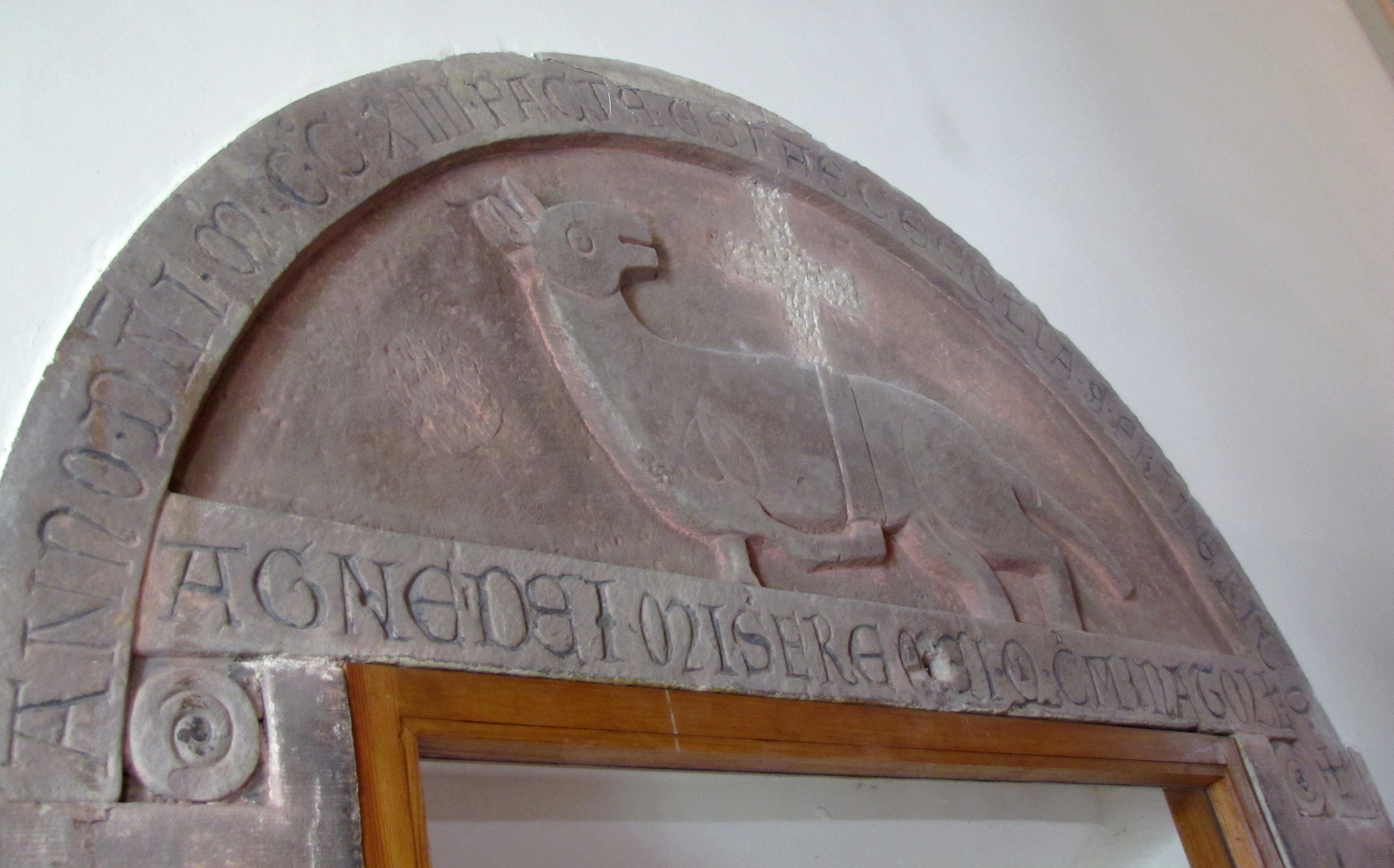
Tympan roman « Agneau mystique » (1214)[46].
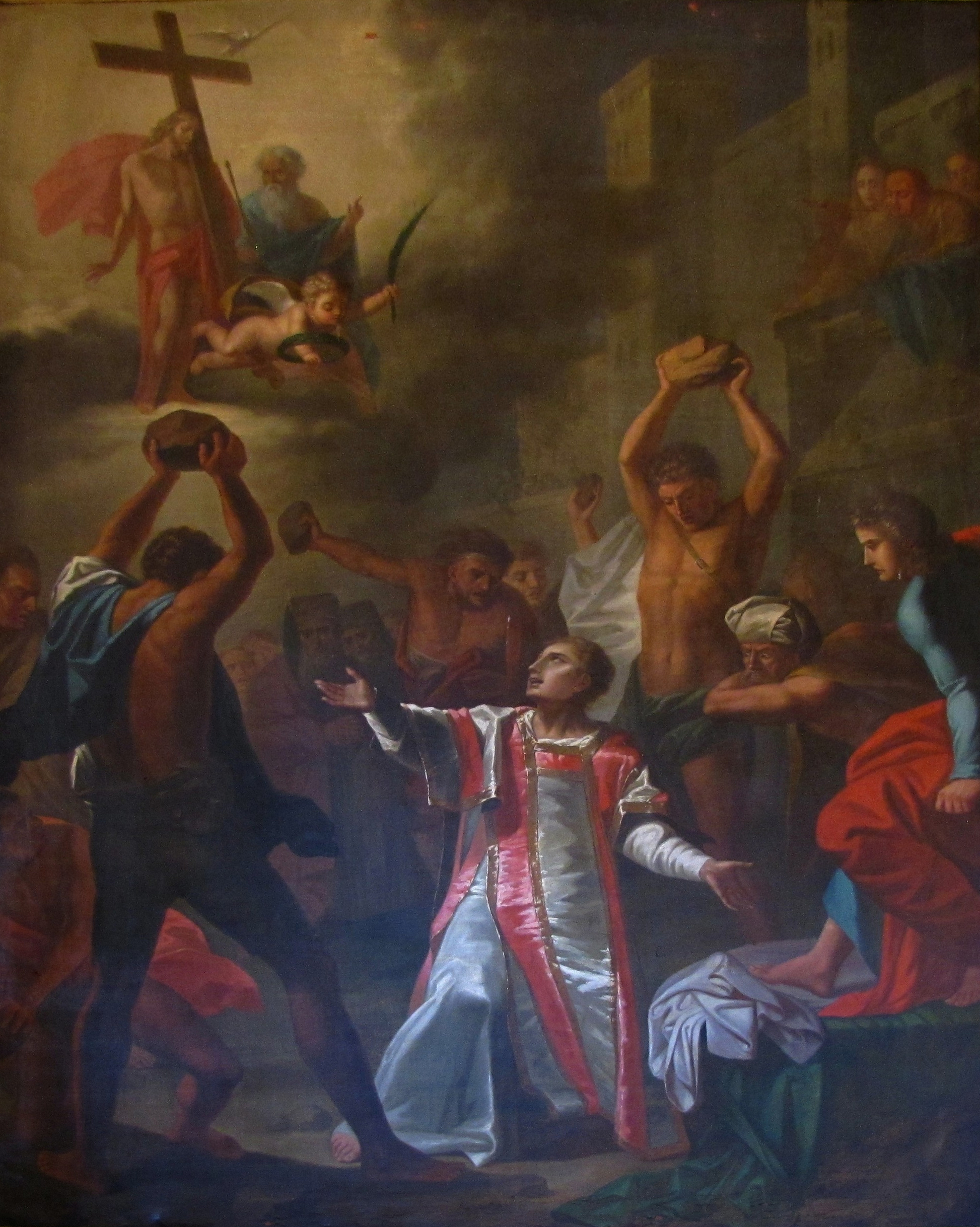
Tableau de Sorg « Lapidation de saint Étienne » (1846)[47].
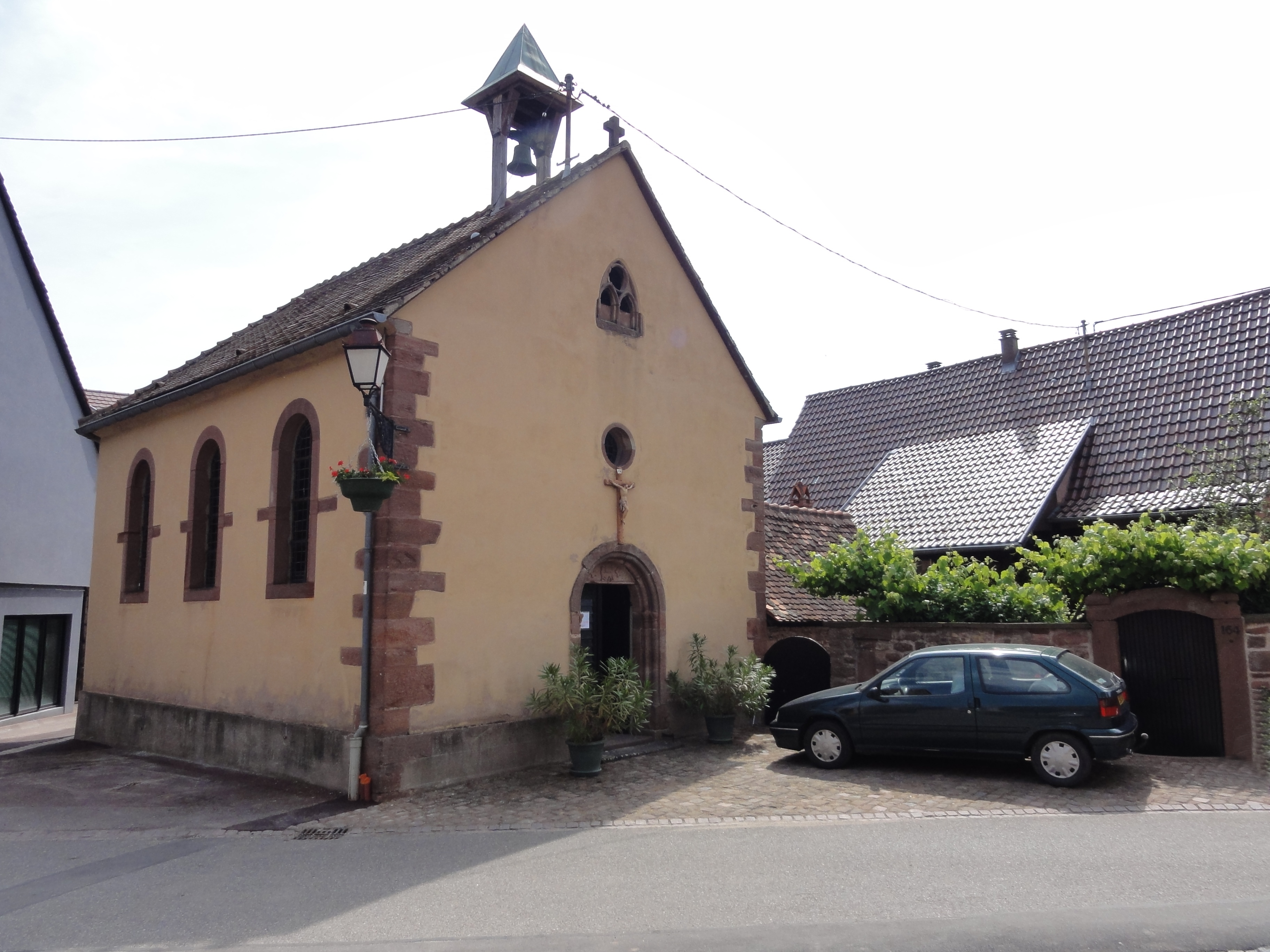
Chapelle Sainte-Croix.
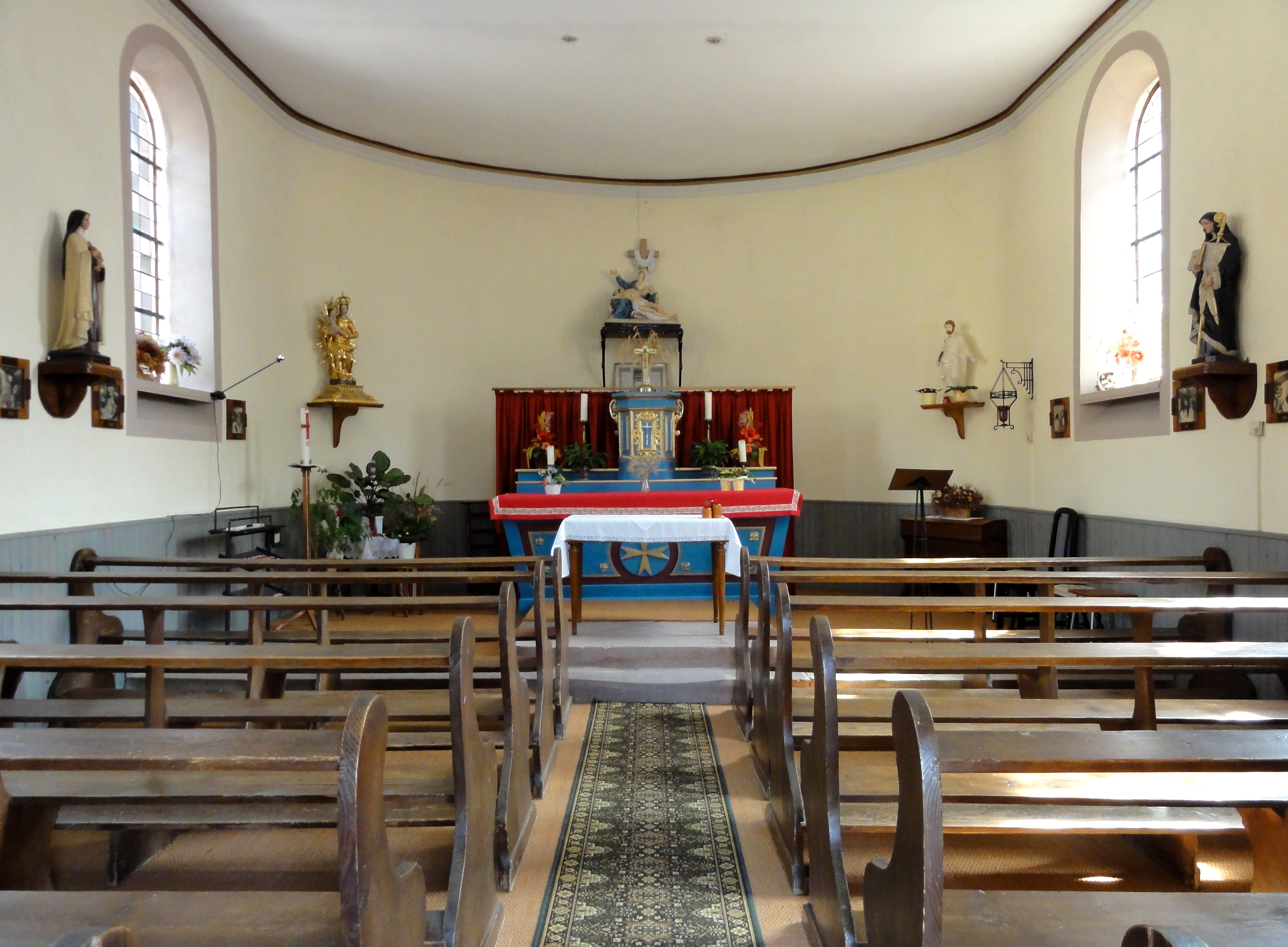
Intérieur de la chapelle.

### Personnalités liées à la commune
- Georges Strohl (1839-1901), général de brigade : le nom d'une rue lui est dédié à Wangen, son village natal ;
- Augusta Moll-Weiss (1863-1946), fondatrice de l'École des mères ;
- Dominique Riehl (1910–1995), psychologue française, y est née et morte ;
- Étienne Ritter (1934-1994), peintre mort dans la commune.

### Héraldique
| Blason de Wangen (Bas-Rhin) | Blason  | D'azur à saint Étienne de carnation, vêtu d'une robe et d'un camail, la tête entourée de rayons, tenant de sa dextre une palme, le tout d'or. |
| Blason de Wangen (Bas-Rhin) | Détails | |